# Horbaci, Pustomîtî
Horbaci (în ucraineană Горбачі) este un sat în comuna Dmître din raionul Pustomîtî, regiunea Liov, Ucraina.

## Demografie
Componența lingvistică a localității Horbaci
     Ucraineană (99,6%)
     Alte limbi (0,26%)
Conform recensământului din 2001, majoritatea populației localității Horbaci era vorbitoare de ucraineană (99,6%), existând în minoritate și vorbitori de alte limbi.